# 陳耀春
陈耀春（1933年1月10日—），男，汉族，祖籍广东省台山市汶村，中华人民共和国畜牧业专家。曾任中華人民共和國農牧漁業部畜牧局局长、中华人民共和国农业部畜牧兽医司司长。

## 生平
1933年1月10日出生于上海一个知识分子家庭。少时就读上海震旦大学附属中学和沪光中学。1951年因父母双亡，家境窘迫而辍学，在上海郊区以种地养鸡谋生。
1952年考入北京农业大学畜牧兽医系（1995年改为中国农业大学）。1956年毕业后被分配到黑龙江虎林“中国人民解放军铁道兵八五〇农场”垦荒，后任畜牧技术员，畜牧科副科长。
1960年-1963年由中华人民共和国农垦部派往蒙古人民共和国援助建设乌兰巴托现代化养鸡场，任畜牧专家组组长，设计建造了我国援外最早、规模最大的机械化养鸡场及其配套工程。援蒙归国后，在农垦部援外办公室工作，负责对多个国家的援外工作。1969年被下放到江西省永修县农垦部五七干校劳动。
1975年起，在北京市机械化养鸡场养猪场工程指挥部任技术员，主持开发并参与建成了北京市现代化蛋鸡生产体系，同时也繁育“北京白鸡”纯系和其配套系。1980年赴法国技术工业和经济合作署的现代化养鸡学习班培训。他对北京市的家禽业进行改造。至1983年，北京市鸡蛋产量增加13倍。这期间他曾先后任北京东沙种鸡场场长，北京种禽公司经理，北京市畜牧局副局长。
1983年12月29日调到中华人民共和国农牧渔业部畜牧局任副局长。1984年9月12日被任命为农牧渔业部畜牧局局长（后改制为中华人民共和国农业部畜牧兽医司司长）。1985年和1990年起，中国的禽蛋和肉类产量先后跃居世界首位。1993年，基本满足了中国城市居民对畜产品的需要。

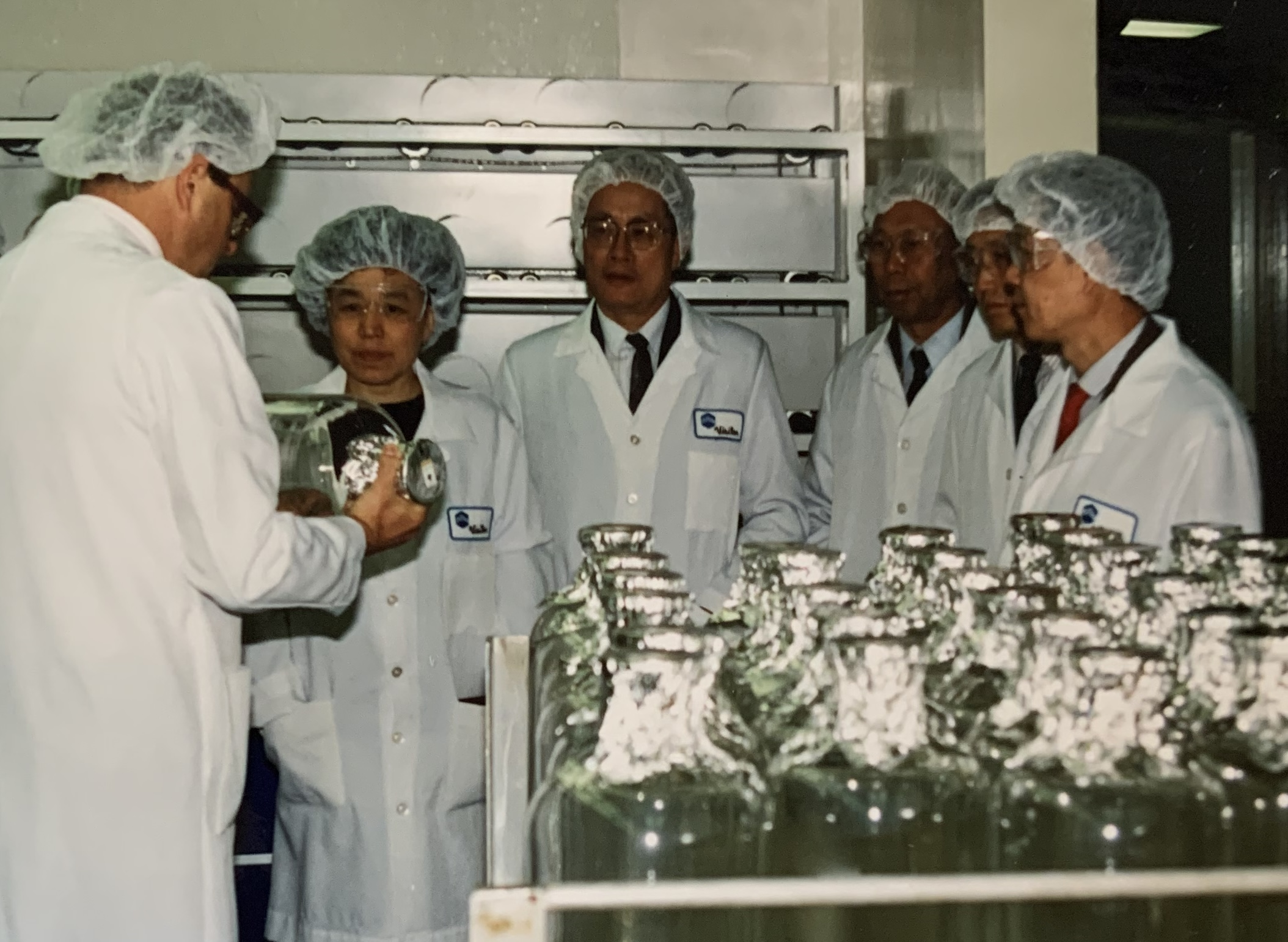
1989年，陈耀春（左三）在法国制药厂

陈耀春是教授级高级畜牧师，中国科学技术协会委员, 北京农业大学畜牧系兼职教授，世界畜牧协会中国代表，联合国粮食及农业组织畜牧兽医中国代表，中法畜牧协会中方会长，中国畜牧兽医学会理事长，中国养蜂学会会长。2001年创建中国畜牧业协会，任第一届会长及名誉会长。

## 所获荣誉
- 1980年，因科研成果《北京白鸡（Ⅲ系）的繁育与推广》荣获中华人民共和国农业部农牧业技术改进奖一等奖。
- 1982年，因其《对现代化蛋鸡生产体系与良种蛋鸡的推广》项目在农业科学技术推广工作中的突出贡献荣获中华人民共和国国家农业委员会、中华人民共和国国家科学技术委员会颁发的贡献奖。
- 1985年，因其《现代化蛋鸡生产体系的研究开发与建设》项目，荣获国家科学技术进步二等奖。
- 1986年，以科研项目《北京白鸡纯系与配套系的育成》荣获北京市科学进步一等奖。
- 1989年，荣获法兰西共和国农业部农业功勋勋章。
- 1993年退休后，被中华人民共和国国务院发予政府特殊津贴及证书。
- 1994年，入选英国剑桥国际传记中心《20世纪前500人》(International Biographical Centre《The Frist Five Hundred》)。[11]